# Moneta merce
Per moneta merce (commodity money in inglese) si intende uno strumento di pagamento rappresentato da un bene dotato di valore intrinseco proprio, cioè indipendente dal suo utilizzo come strumento di pagamento (in termini semplici: una merce che viene usata come mezzo di scambio).
I primi strumenti di pagamento (le prime forme di "moneta" in senso lato) - che permisero di passare da un sistema di scambio inefficiente quale il baratto diretto a un sistema di scambio più evoluto quale il baratto mediato - furono proprio delle merci, di carattere guarentigio, che fungevano da "valore-ponte". Questo consentiva non solo di poter ampliare la possibilità di scambio oltre la contemporaneità di reperimento, ma anche di effettuare scambi indiretti.
Questa "merce terza" fu individuata in specifici beni, dotati (in varia misura) di particolari caratteristiche adatte a tale utilizzo:
- la non deperibilità (che evita la perdita di valore);
- la larga diffusione (che garantisce una diffusa accettazione);
- la facile verifica della loro qualità (che riduce le incertezze legate al pagamento).

Anche nelle economie moderne occasionalmente si utilizzano mezzi di scambio di questo tipo (ad esempio quando, in assenza di moneta divisionale, il venditore dà al compratore il resto sotto forma di caramelle); l'ultima volta che questo è avvenuto su larga scala è stato immediatamente dopo la Seconda guerra mondiale, con l'uso comune di sigarette come merce di scambio.
Tra i beni usati come mezzo di scambio una notevolissima diffusione hanno assunto in passato i metalli preziosi, grazie soprattutto alla loro eccezionale resistenza rispetto al trascorrere del tempo; solo in un secondo momento però si passò alla coniazione dei metalli preziosi, ovvero alla loro trasformazione in moneta metallica, il che aveva un'ulteriore funzione di garanzia del valore contenuto nel bene di scambio (in tal caso si inizia a parlare di moneta in senso stretto).
Il concetto di moneta merce si contrappone evidentemente al concetto di moneta a corso legale.
È importante sottolineare che, una volta che una merce viene usata come moneta, essa acquisisce un valore che è spesso lievemente differente dal suo valore intrinseco. Il fatto di poter essere utilizzata come moneta aggiunge utilità alla merce, aumentandone, quindi, il valore. Questa utilità aggiuntiva dipende da aspetti sociali ed è influenzata dall'uso che si fa della moneta in quella specifica società. Di conseguenza, sebbene le merci di scambio siano reali, il loro valore non è fisso. Un primo esempio è dato dall'oro, che ha acquisito un valore differente in differenti popolazioni, ma in nessuna è stato tanto valorizzato quanto in quelle che lo hanno utilizzato come denaro. Le fluttuazioni del valore di una merce di scambio dipendono molto dalla domanda e dall'offerta corrente e stimata: ad esempio, l'approssimarsi all'esaurimento di una miniera d'oro fa sì che il valore aumenti in vista della prossima riduzione dell'offerta.
È importante infine sottolineare che le attuali monete in metallo in circolazione (insieme alle banconote) non costituiscono moneta merce ma moneta segno (Token money): il loro valore è un valore solamente legale istituzionale (come quello delle banconote), non è legato al valore del metallo in esse contenuto (come invece avveniva in passato per le monete in metallo prezioso).